# Carmen Alemany Bay
Carmen Alemany Bay (1964) es profesora de Literatura Hispanoamericana en la Universidad de Alicante.

## Líneas de investigación
Sus principales líneas de investigación son la literatura hispanoamericana de las últimas décadas, la narrativa escrita por mujeres; las relaciones entre la literatura hispanoamericana y la española del siglo XX y Miguel Hernández. Dirigió el Centro de Estudios Iberoamericanos Mario Benedetti entre 2002 y 2012.
Ha sido antóloga y editora de la Obra completa de Miguel Hernández, con Agustín Sánchez Vidal y José Carlos Rovira (Madrid, Espasa-Calpe, 1992), dentro de la cual detalla El proceso de escritura en la poesía de Miguel Hernández sobre el que sostiene que «aunque se ha forjado la idea de que el escritor componía directamente los poemas sin previa elaboración», el poeta utilizaba bocetos escritos, algunos de ellos escritos en prosa, sobre los que trabajaba hasta llegar al poema deseado.
En 2022 publica Textos inéditos e inconclusos de Miguel Hernández (Estudio y edición) en el que recoge más de 170 borradores y ejercicios poéticos escritos por Miguel Hernández.
Ha editado, además, la obra de Jaime Sabines, Uno es el poeta. Antología, (2001) y la Poesía completa de José María Heredia (2004), así como diversos volúmenes y monográficos.
En 2022 recibe un homenaje por parte del Otoño Hernandiano de Orihuela por su contribución al conocimiento de la obra de Miguel Hernández.
En febrero de 2023 los vecinos de Pego deciden por votación popular poner su nombre a la nueva Biblioteca Municipal.

## Libros
- La novelística de Carmen Martín Gaite. Aproximación crítica (1990) (ISBN 978-8477970439)
- Poética coloquial hispanoamericana (1997) (ISBN 9788479083342)
- La polémica del meridiano intelectual de Hispanoamérica (1927) (ISBN 9788479083595)

- Mario Benedetti (1999) (ISBN 9788495427069)
- Residencia en la poesía: poetas latinoamericanos del siglo XX, La narrativa de la alteridad en América Latina (a partir del boom) (2009) (ISBN 9788479088538)
- Miguel Hernández, el desafío de la escritura. El proceso de creación de la poesía hernandiana (2013) (ISBN 978-8498951486)
- En primera persona (2014) (ISBN 9788416149308)
- Las ficciones heterodoxas de Margo Glantz. Visiones críticas (2018) (ISBN 9788498952124)
- Textos inéditos e inconclusos de Miguel Hernández (Estudio y edición) (2022)[11] (ISBN 9788479083595)
- Mujer, historia y mito en la dramaturgia femenina del México Contemporáneo (2023)[12] (ISBN 9788419471741)